# Alexander Wachter
Alexander Wachter, né le 21 janvier 1995 à Pfunds, est un coureur cycliste autrichien. En 2012, il devient champion d'Europe sur route juniors.

## Palmarès sur route
- 2011
  -  Champion d'Autriche sur route cadets
  -  Médaillé d'agent du critérium au Festival olympique de la jeunesse européenne
- 2012
  -  Champion d'Europe sur route juniors
  -  Champion d'Autriche sur route juniors
  - 4e étape du Trofeo Karlsberg
- 2013
  -  Champion d'Autriche sur route juniors
  - 1re étape du Tour de Haute-Autriche juniors
  - 2e du championnat d'Autriche du contre-la-montre juniors
  - 3e du Grand Prix Général Patton
- 2014
  - 3e du championnat d'Autriche du contre-la-montre espoirs
- 2015
  - 1re étape de la Carpathian Couriers Race

## Classements mondiaux
| Année           | 2015 | 2016   |
| --------------- | ---- | ------ |
| UCI Europe Tour | 449e | 1 853e |